# Carl Vrints von Treuenfeld
Freiherr Carl Vrints von Treuenfeld (*  1765 in Bremen; † 24. August 1852 in Frankfurt am Main) war ein kaiserlicher Postmeister in Bremen und Oberpostmeister für Thurn und Taxis in Frankfurt am Main.

## Biografie
Ein Familienzweig der Familie Vrints stammte aus Spanien  und kam im 16. Jahrhundert in die Spanische Niederlande. Carl Vrints von Treuenfeld war Nachkomme von Johann Gerhard Vrints von Treuenfeld (1611–1685), erster Postmeister der Kaiserlichen Reichspost in Bremen. Sein Vater war der Postmeister Theobald Max Heinrich Vrints von Treuenfeld (1734–1812). Carl absolvierte das Alte Gymnasium in Bremen. 1799 übernahm er von seinem Vater das kaiserliche Reichspostamt. In der Bremer Franzosenzeit verlor er sein Amt. 1813 erhielt er das Amt der inzwischen vom Haus Thurn und Taxis übernommenen ehemaligen Reichspost wieder zurück. Er lebte und wirkte jedoch als Thurn und Taxisscher Oberpostmeister überwiegend in Frankfurt am Main und bewohnte dort bis 1829 das Haus Neue Mainzer Straße Nr. 49/51 (später Städelsches Kunstinstitut, dann Frankfurter Sparkasse von 1822, anschließend Kunstgewerbemuseum) 1838 gab er sein Bremer Amt als Postmeister auf und ein Bürgerlicher wurde zum Oberpostamtsverwalter.